# Buhla
Buhla là một đô thị thuộc huyện Eichsfeld nước Đức. Đô thị này có diện tích 8,81 km², dân số thời điểm 31 tháng 12 năm 2006 là 605 người.